# Средновековна кула (Кочани, дясна)
Средновековната кула (на македонска литературна норма: Средновековна кула) е отбранителна и жилищна кула в град Кочани, днес Северна Македония. Сградата е обявена за важно културно наследство на Северна Македония.
Отбранителните кули в Кочани са били четири или шест - от двете страни на Кочанската река, поставени една срещу друга, като между тях е била разположена чаршията. Запазени са само две - дясната средновековна и лявата Саат кула.
Кулата е разположена на десния бряг на Кочанската река, на улица „Илинденска“ № 1. Изградена е като отбранително-жилищно съоръжение през втората половина на XVI век.
Сградата има квадратна основа с размери 6,65 х 6,65 m и височина от 15,35 m. Изградена от камък и варов хоросан с равни фуги. Има сутерен (за складиране на храна и други), приземие (за отбрана) и 2 етажа за живеене. Етажите са свързани помежду си с еднокраки дървени стълби. Входът е от второто ниво на южната страна чрез каменни стълби отвън с малък трем. Вратата е направена от дебели дъбови дъски и отвътре е обкована с железни шини и укрепена с две напречни греди, влизащи в жлебове в страничните зидове. Зидовете са масивни, като ъглите са от каменни блокове от жълтеникав пясъчник. Прозоречните отвори на последния етаж са от обработени каменни блокове и са с архитравни надпрозорници и полукръгли дъги от обработен камък. Защитени са с железни решетки. В долните зони вместо прозорци кулата има бойници, тесни отвън и разширяващи се конусовидно навътре. На източната страна кулата има дървен балкон. На най-горните два етажа има зидани огнища на двете противопожни стени. На последния етаж има много долапи за покъщнината. Етажът има отвор, през който се изливало вряло масло или се хвърляли камъни по нападателите. Етажът завършва с полукръгъл свод, покрит с каменни плочи на четири води.
Кулата е в добро състояние и в нея е разположен роднокрайният отдел на Кочанската библиотека.